# Agnes Kant

Agnes Kant est une femme politique néerlandaise née le 20 janvier 1967 à Hessisch Oldendorf (Allemagne).

## Biographie
Agnes Kant est représentante à la Seconde Chambre pour le Parti socialiste de 1998 à 2010. En 2008, elle devient présidente du groupe parlementaire de son parti, et quitte ce poste à la suite des résultats aux élections municipales néerlandaises de 2010.